# Physalacria maipoensis
Physalacria maipoensis är en svampart som beskrevs av Inderb. & Desjardin 1999. Physalacria maipoensis ingår i släktet Physalacria och familjen Physalacriaceae.   Inga underarter finns listade i Catalogue of Life.